# لوس يانوس دي أريداني
بلدية لوس يانوس دي أريداني (بالإسبانية: Los Llanos de Aridane) هي بلدية تقع في مقاطعة سانتا كروث دي تينيريفه التابعة لمنطقة جزر الكناري جنوب غرب إسبانيا.

## الديموغرافيا
بلغ عدد سكان بلدية لوس يانوس دي أريداني 21.145 نسمة عام 2011 (وفقاً للمعهد الوطني للإحصاء الإسباني).
| 17.944 | 17.910 | 20.238 | 19.878 | 20.170 | 20.766 | 21.145 |

## الصور

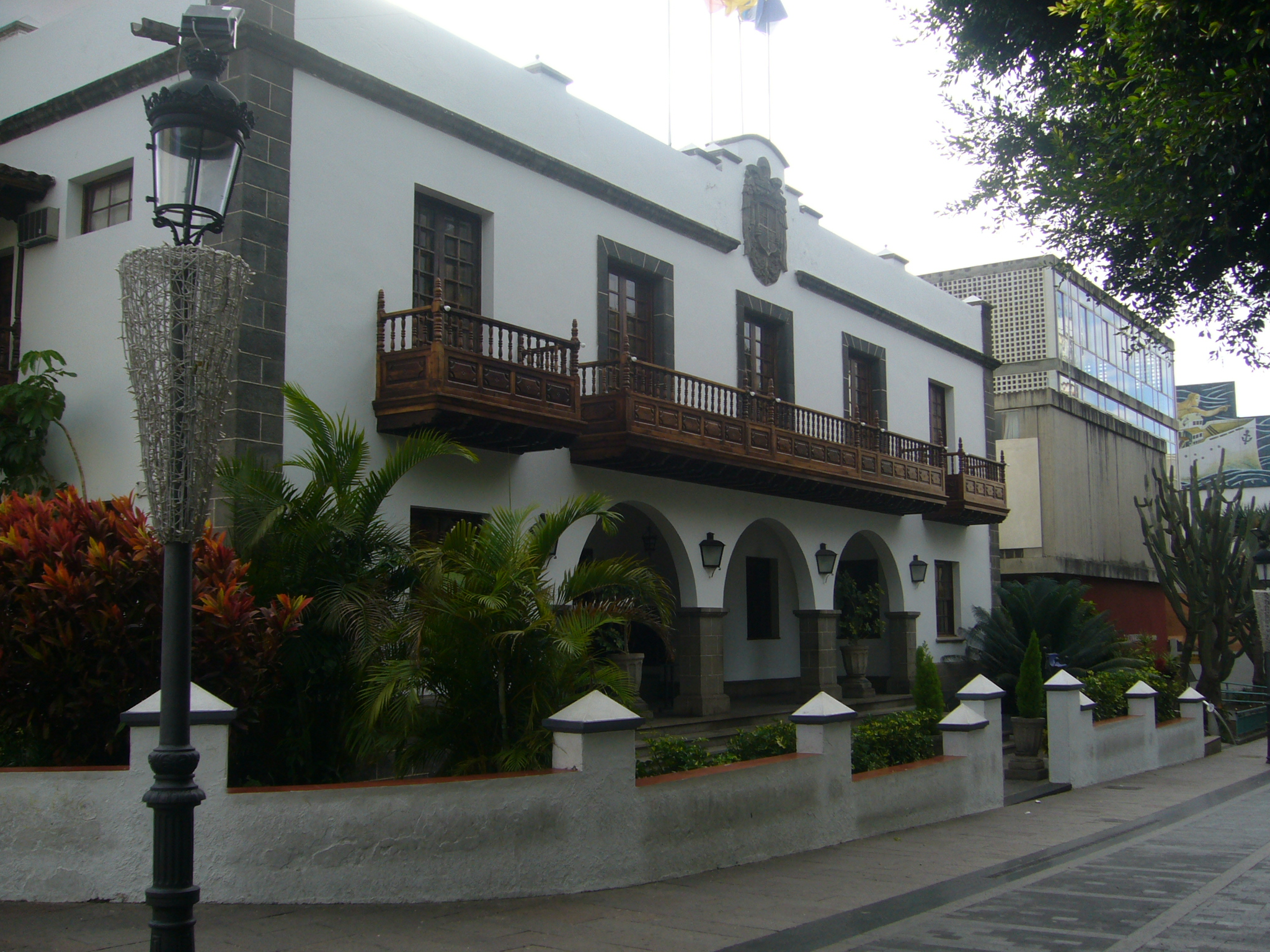
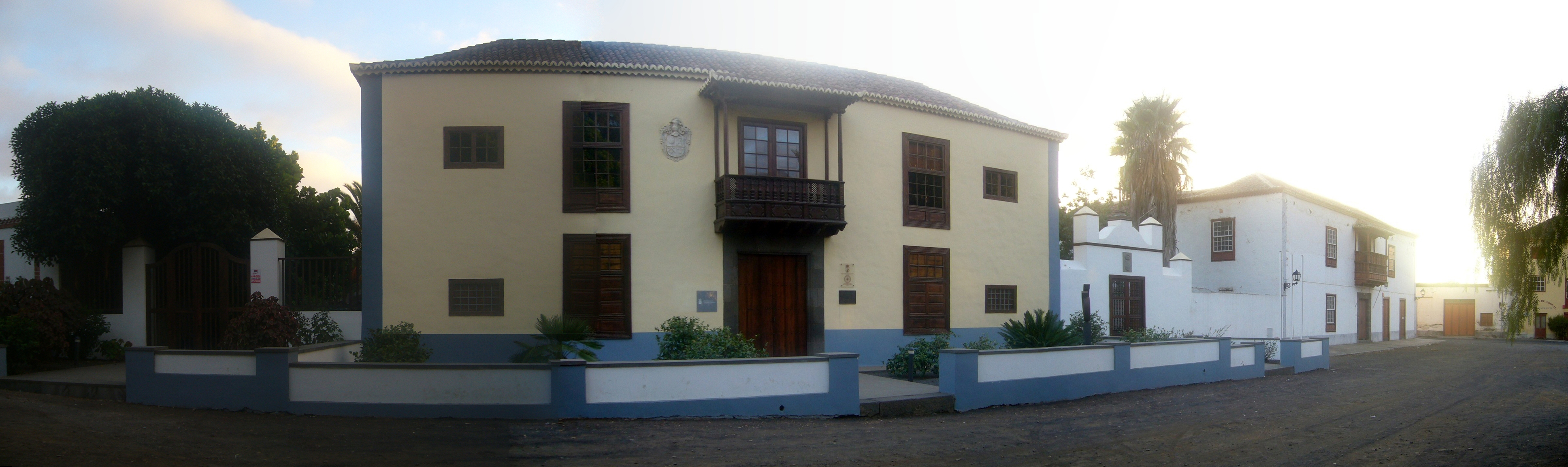
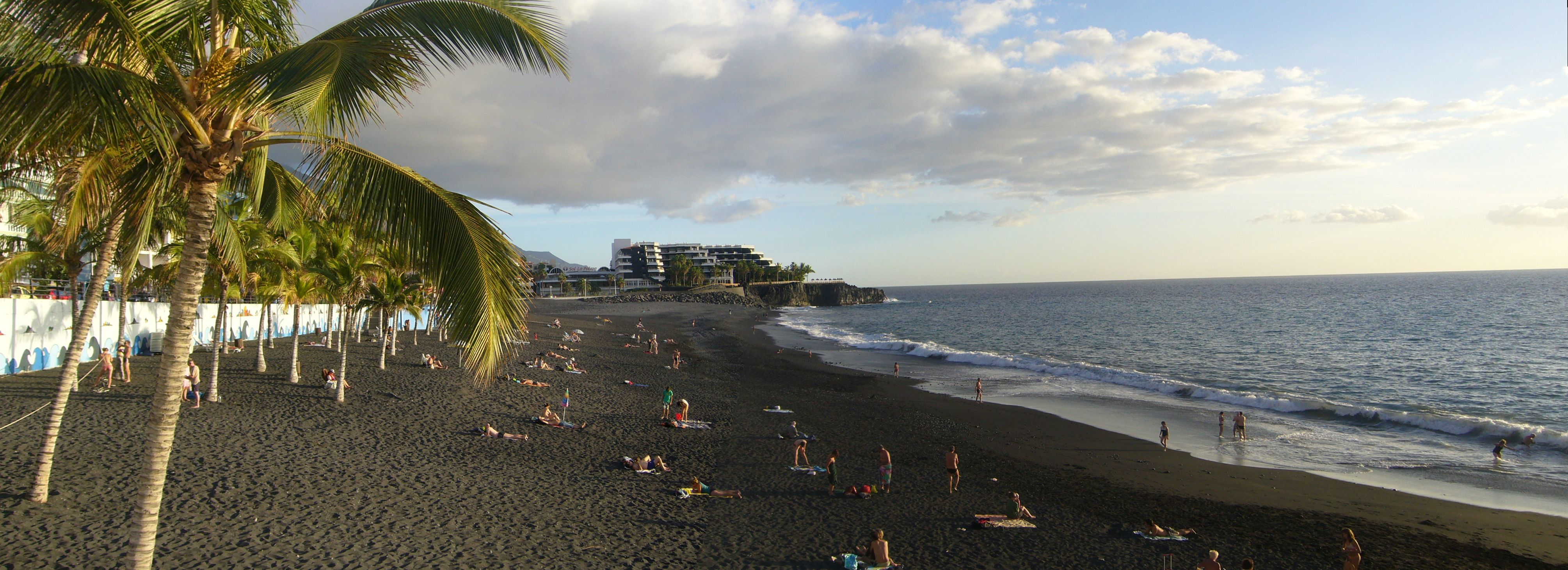

## أعلام
- روسانا سيمون